# Schavei
De Schavei is een straatnaam en een heuvel in de Belgische provincie Vlaams-Brabant gelegen in het centrum van Overijse.
Tot de jaren 1920 stond er in de straat, ter hoogte van het huidige nummer 63, een windmolen van 1849.

## Wielrennen
De helling is onder andere opgenomen in de Brabantse Pijl, de Druivenkoers Overijse en de recreatieve wielerroute Brabantse Pijlroute.